# تپه گروس سفلی
تپه گروس سفلی مربوط به دوره اشکانیان است و در شهرستان صحنه، بخش مرکزی، روستای گروس سفلی واقع شده و این اثر در تاریخ ۱۸ خرداد ۱۳۸۴ با شمارهٔ ثبت ۱۱۸۳۰ به‌عنوان یکی از آثار ملی ایران به ثبت رسیده است.